# Ghana International Airlines
Ghana International Airlines, kurz GIAL, war die nationale Fluggesellschaft Ghanas mit Sitz in Accra.

## Geschichte
Die Fluggesellschaft wurde 2004 als Kooperationsprojekt zwischen der Regierung von Ghana und einer Gruppe privater, internationaler Investoren als Nachfolgerin der 2004 liquidierten Ghana Airways eingerichtet („Public Private Partnership“). Sie war zu 70 % in Staatsbesitz. Ralph Atkin, Gründer der SkyWest in den USA übernahm hier Führungsaufgaben. Zudem waren weitere erfahrene Manager aus dem Luftfahrtbereich (wie Ian Presbury, ehemals bei Kenya Airways) Teil des Managements von Ghana International Airlines.
Ghana International Airlines begann am 29. Oktober 2005 mit täglichen Flügen zwischen Accra und Gatwick bei London mit einer Boeing 767. Nachdem die geleaste 767 zurückgegeben wurde, verfügte die Fluggesellschaft zuletzt über eine Boeing 757-200, die von Astraeus geleast war.
Die Gesellschaft hatte ehrgeizige Kaufpläne mit dem Ziel, die Nummer eins unter den afrikanischen Fluggesellschaften zu werden. Sie ist jedoch seit dem 14. Mai 2010 insolvent und hat den Flugbetrieb eingestellt. Infolge der Insolvenz strandeten Passagiere in London, Düsseldorf und Accra. Das einzige Flugzeug wurde an den Eigentümer zurückgegeben.

## Ziele
Ghana International Airlines bediente nur eine einzige Route im regelmäßigen Liniendienst, die von Accra zum Gatwick Airport bei London führte. Seit dem 1. Dezember 2008 machte die Maschine auf dieser Route hin und zurück jeweils sonntags einen Zwischenstopp in Düsseldorf.

## Flotte
Zur Einstellung des Flugbetriebs im Mai 2010 bestand die Flotte der Ghana International Airlines aus einem Flugzeug:
- 1 Boeing 757-200 (Kennzeichen G-STRZ; geleast von Astraeus)